# Turismo na Grécia

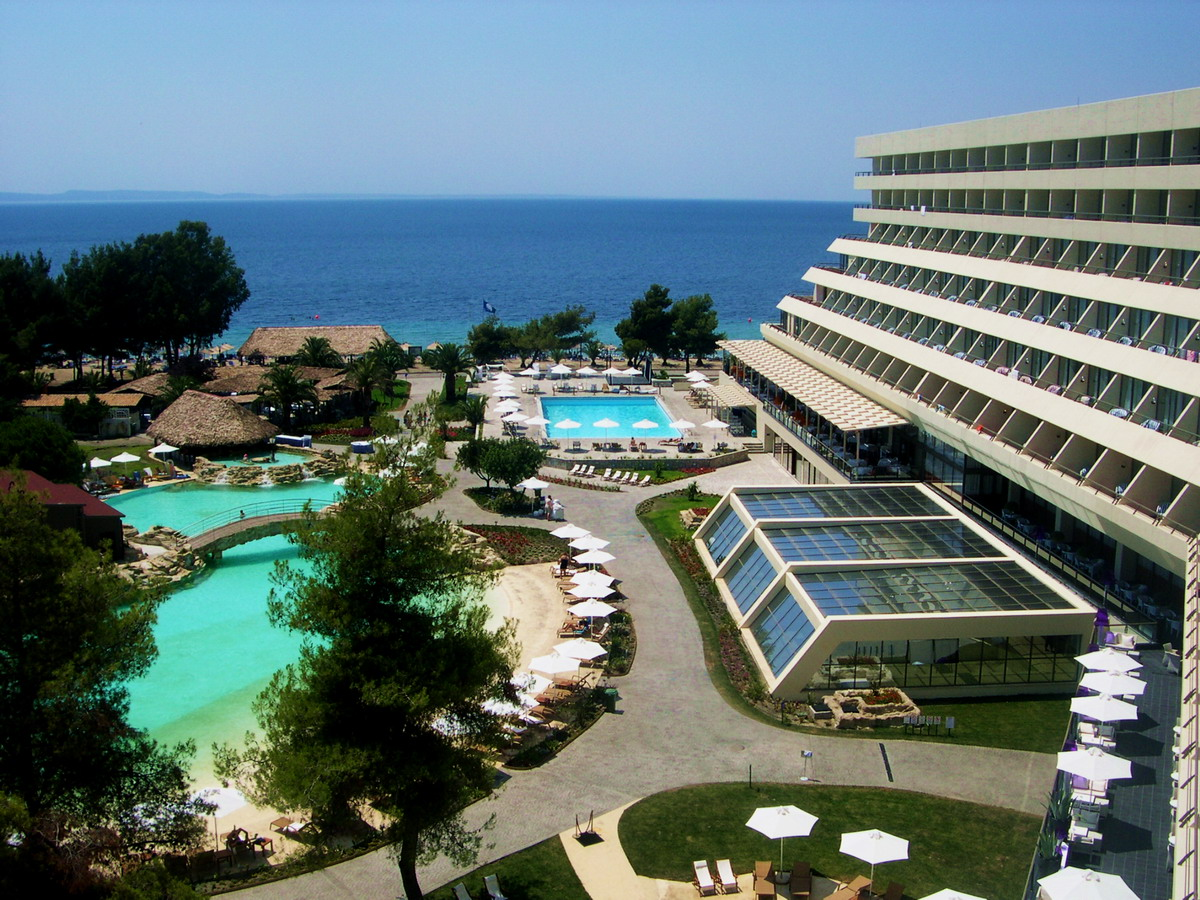
O resort Porto Carras, que atrai muitos turistas por ano.

O turismo na Grécia contribui com 15% do Produto Interno Bruto (PIB) nacional, e atrai mais de 16 milhões de turistas a cada ano. O país tem atraido visitantes estrangeiros desde a Antiguidade pela sua rica e longa história e, mais recentemente, pelas suas magníficas praias mediterrânicas. Em 2004, o país recebeu mais de 16,5 milhões de turistas. Em 2005, somente a capital do país, Atenas, recebeu mais de seis milhões de turistas.

## Visitantes
A Ilha de Rodes é um dos lugares mais visitados no mar Mediterrâneo. De acordo com uma pesquisa realizada na China em 2005, a Grécia foi votada como a escolha número um do povo chinês para destino turístico. Além disso, a Grécia tem tentado ativamente obter uma grande parcela anual de turistas chineses, com destaque para a grande presença de informativos turisticos gregos na Beijing International Tourism Expo, em 2006. A Grécia teve a maior participação de um país na Beijing Tourism Expo com um espaço total de exposição de mais de 1.152 m², mais do que o de qualquer outra nação. Em novembro de 2006, a Áustria, como a China, anunciou que a Grécia era o destino favorito para o turismo, o que trouxe esperanças otimistas para o futuro. De acordo com estas observações, o Ministro do Turismo da Grécia, Aris Spiliotopoulos, anunciou a abertura de um escritório da GNTO em Xangai até 2010. A fim de promover o fluxo de turistas chineses à Grécia, a Air China tem agora estabelecido voos diretos provenientes da China até a Grécia.

## Impacto económico
Ao mesmo tempo, o consumo turístico aumentou consideravelmente desde a virada do milênio, de 17,7 bilhões de dolares em 2000 para 29,6 bilhões em 2004. Mais de 600 mil postos de trabalho eram ligados direta ou indiretamente ao setor do turismo neste ano, o que representou 16,5% do emprego total do país.

## Infraestrutura
Embora a Grécia tenha sido sempre um destino turístico popular, tem sido muitas vezes criticada por ficar atrás de outras nações da Europa Ocidental, em termos de infraestrutura turística. No entanto, a infraestrutura da Grécia foi muito melhorada desde os Jogos Olímpicos de Atenas, em 2004.

## Marinas
A Grécia tem 51 marinas e 14.661 pontos de amarração que oferecem serviços como beliches, combustível, água e eletricidade, telefonia, e reparo das embarcaçoes. Algumas das mais desenvolvidas e movimentadas marinas na Grécia estão a poucos quilômetros do centro de Atenas. As marinas de Alimos e Flisvos, na costa sul de Atenas, têm uma capacidade agregada de mais de 1.800 navios.